# Robert J. Mical
Robert J. Mical (1956. január 26. –) lengyel származású amerikai hardvertervező-, illetve szoftverfejlesztő mérnök, aki leginkább arról ismert, hogy ő készítette 1985-ben a Commodore Amiga ablakozó rendszerét, az Intuitiont, továbbá részt vett a gép hardverének megtervezésében, valamint Dave Needle-lel együtt tervezték az Atari Lynx kéziszámítógépet (handheld) 1989-ben és a 3DO Interactive Multiplayert 1993-ban.

## Élete

### Kezdetek
"RJ" Mical saját bevallása szerint 14-évesen írta első játékprogramját, egy Tic-tac-toe-szerű játékot.
A chicagoi Brother Rice High School katolikus gimnáziumba járt, majd 1979-ben az Illinoisi Egyetemen diplomát szerzett számítástechnikából és angol nyelvből, ezzel párhuzamosan pedig filozófiából.
Első munkahelye a Sciaky Brothers-nál volt, akik elektronsugaras hegesztőgépekkel foglalkoztak. Rendszerszoftvereket írt, adatbáziskódolást végzett és részt vett egy valósidejű felügyeleti szoftver megvalósításában.

### Williams Electronics
A Williams Electronics-nál dolgozott 1983 és 1984 között, mint szoftvermérnök. Különféle projekteken dolgozott, úgymint: speciális effektek, ellenfél-intelligencia, grafika, interfész-logika, és dokumentáció-fejlesztés. Részt vett a Sinistar nevű játéktermi játék fejlesztésében a Star Rider projektet pedig már ő koordinálta.

### Commodore-Amiga
1984-től 1986-ig az Amiga Corporation, majd a Commodore International alkalmazásában állt és részt vett az Amiga 1000-es, illetve későbbi modellek fejlesztésében. Több fejlesztőeszközt, illetve grafikai-animációs szoftvert (Graphicraft) írt és ő fejlesztette ki az Amiga felhasználói interfész rendszerszoftverét, az Intuitiont. Ezért a fejlesztésért kapta meg első szabadalmát is. Részt vett ezen kívül az Amiga számítógépek hardverének tervezésében. Itteni karrierjének csúcsa az volt, amikor szoftver-igazgatónak nevezték ki. A Commodore-tól való távozása után külső vállalkozóként szolgálta az Amigás közösséget fejlesztői-, támogatói eszközök, valamint játékok fejlesztésével.

### Epyx
1987-től 1989-ig alelnöke volt az Epyx videójáték hardver- és szoftverfejlesztő is kiadó cégnek. Kollégája volt itt az ex-amigás David Needle és Dave Morse is. Társfejlesztője volt az első színes kézi videójáték-konzolnak, melyet az Atari Corporation felvásárolt és 1989-ben Atari Lynxként kiadott. Két Atari Lynx játék fejlesztésében vett részt, ezek a Blue Lightning és az Electrocop.

### NTG és 3DO
Mical 1990-ben társalapítója a New Technologies Group (NTG) vállalatnak, melyben - ismét Needle-lel és Morse-szal együtt - egy új játékrendszer kifejlesztésén dolgoztak. Társtervezője volt a hardvernek és vezette a multitasking operációs rendszer, a Portfolio kifejlesztését. A vállalat később beolvadt a The 3DO Company-ba és eszközeik jelentették az alapját a 3DO 32-bites konzoljának, a 3DO Interactive Multiplayernek. Az egyesülés után szoftverfejlesztésért felelős alelnökként egészen 1995-ig részt vett a 3DO legfelsőbb szintű stratégiai megbeszélésein, melyek a következő generációs konzol, az M2 fejlesztését érintették.

### Ericsson, Sony, Google
1996 és 2005 között Mical mobiltelefonos, illetve online videójáték projekteken dolgozott vezető beosztásokban, többek között az Ericssonnál, illetve a Global VR-nél. 2005 és 2011 között a Sony Interactive Entertainmentnek dolgozott és a PlayStation 3-hoz készített fejlesztői eszközöket, majd 2011-től saját cégében, az Arjinx-ben végzett szoftverfejlesztői tevékenységet. 2012-ben aztán a Google játékokért felelős igazgatója lett.

## Interjúk, előadások
- The Art of Video Games: Interview with RJ Mical (angol nyelven). Smithsonian American Art Museum, 2012. március 9. (Hozzáférés: 2020. június 7.)
- GDC 2014: Google Developer Day Wrap Up with RJ Mical (angol nyelven). Google, 2014. április 4. (Hozzáférés: 2020. június 7.), előadás a Google fejlesztői napon, a mérnöki csapat igazgatójaként
- RJ Mical and Dave Needle at Amiga 30th in California (angol nyelven). Computer History Museum, 2015. július 25. (Hozzáférés: 2020. június 7.), előadás az Amiga megjelenésének 30-éves évfordulójára megrendezett ünnepségen
- Next-gen games will have machine intelligence, says Google’s Robert J. Mical (angol nyelven). cnbc.com, 2016. január 27. (Hozzáférés: 2020. március 4.)
- Interviewing Industry Legend RJ Mical (angol nyelven). The Retro Buzz, 2020. június 5. (Hozzáférés: 2020. június 7.)